# Antarchaea opsiphora
Antarchaea opsiphora là một loài bướm đêm trong họ Noctuidae.